# Ghurian
Ghurian (pashto: غوريان; Ghūrīān, Ghoryan, Ġūrīān) er en by i det nordvestlige Afghanistan med et indbyggertal på 12.404(1979) indbyggere. Byen ligger i provinsen Herat tæt på grænsen til Iran.